# Loi sur la presse du 9 septembre 1835
La loi sur la presse du 9 septembre 1835, appelée aussi la « loi scélérate de 1835 », constitue selon les historiens un virage important de la monarchie de Juillet dans sa politique sur la liberté de la presse.

## Histoire
La monarchie de Juillet, issue d'une révolte pour défendre la liberté de la presse, revint dès 1833 à une politique plus autoritaire envers les journaux. Elle durcit encore son attitude après la révolte des canuts de 1834 puis l'attentat commis fin juillet 1835 contre Louis-Philippe par un insurgé corse, Giuseppe Fieschi, qui fit exploser une « machine infernale ». Le gouvernement en attribua la responsabilité aux attaques des journaux contre le roi. Les lois de septembre 1835 mirent ainsi fin à la législation libérale de 1830. Elles sont particulièrement sévères concernant la survie des journaux. L'article 19 de la loi du 9 septembre 1835 prévoit qu'un journal ne peut continuer à paraître avec le gérant contre lequel ont été prononcées les peines d'emprisonnement et d'interdiction des droits civils pendant toute la durée de ces peines. Ces lois sont surnommées par les caricaturistes de « machine infernale de Sauzet », en référence au ministre à l'origine de leur rédaction.
Alphonse de Lamartine rédige un long et remarqué discours, déclamé devant les députés, pour s'opposer à cette loi. La loi durcit la procédure pénale et réduit considérablement la liberté de la presse. Les dessins et les gravures sont soumis à l’autorisation préalable. Elle donne un coup d’arrêt à la presse politique et favorise l'émergence de la presse « commerciale » avec La Presse d’Émile de Girardin et Le Siècle, d'Armand Dutacq.
Le cautionnement fut relevé et le nombre des condamnations pour offense à la personne du roi, pour incitation à la révolte, pour outrage et injures envers des fonctionnaires détenteurs de l'autorité publique, ne cessèrent d'augmenter. Certains journaux disparurent, ainsi La Caricature, Le Populaire, Le Réformateur, La Tribune. À son slogan initial  — « Chaque jour un nouveau dessin » —, le journal Le Charivari y adjoignit aussitôt : « Quand la censure le permet. » « Depuis que les lois de septembre ont soumis le dessin à la censure, nous avons mis toute notre application à compenser les pertes de la caricature politique par l’extension que nous avons donnée à la caricature de genre, qui touche par tant de côtés à la politique », observait Le Charivari, un peu plus tard, en 1841. Ces deux lois, celle de 1834 limitant la liberté d'association et celle de 1835 sur la presse, fournirent « un appareil répressif puissant qui va durablement empêcher les publications de journaux, de libelles ou d’estampes opposés au régime ».